# Juin 2014
Juin 2014 est le 6e mois de l'année 2014.

## Évènements
- 2 juin :
  - Le roi Juan Carlos Ier d'Espagne annonce son abdication en faveur de son fils, Felipe ;
  - Création du Télangana, nouvel État de l'Inde.
- 3 juin : élection présidentielle en Syrie, Bachar el-Assad est réélu.
- 4 et 5 juin : sommet du G7 2014 à Bruxelles en Belgique.
- 6 juin : commémorations du 70e anniversaire du débarquement de Normandie.
- 7 juin : Petro Porochenko devient président d'Ukraine ; la guerre du Donbass continue.
- 8 juin :
  - Abdel Fattah al-Sissi est investi président de l'Égypte ;
  - élections législatives au Kosovo.
- 10 juin : élection présidentielle israélienne, Reuven Rivlin est élu.
  - L’EIIL et les rebelles sunnites battent les forces gouvernementales irakiennes lors de la bataille de Mossoul et s’emparent de la province de Ninawa.
- 11 juin : attentat d'Aguel'hoc au Mali.
- 12 juin : élection générale en Ontario, province du Canada.
- Du 12 juin au 13 juillet : coupe du monde de football au Brésil.
- 14 juin : second tour de l'élection présidentielle afghane.
- 15 juin : second tour de l'élection présidentielle en Colombie, Juan Manuel Santos est réélu.
- 19 juin : Felipe VI d'Espagne devient roi après l'abdication de son père Juan Carlos Ier.
- 21 juin : élection présidentielle en Mauritanie, Mohamed Ould Abdel Aziz est réélu.
- 23 au 25 juin : élection à la direction du Bloc québécois à Rimouski dans la province canadienne de Québec.
- 25 juin : élections législatives en Libye.
- 29 juin : élections régionales et municipales au Sénégal.